# Poor Side of Town
"Poor Side of Town" é uma canção do cantor norte-americano Johnny Rivers e que chegou ao primeiro lugar na parada da Billboard em 22 de novembro de 1966.

## Canção
Composta por Rivers, ela representou uma mudança importante no estilo musical do cantor, que inicialmente fazia sucessos com gravações mais dançantes, como "Memphis" (cover de Chuck Berry). Com "Poor Side of Town", Rivers moveu-se para o campo pop-soul. O resultado é fino, acurado e original.
Utilizando alguns elementos do folk, a melodia da canção é graciosa e comovente. Um dos pontos altos são os excelentes arranjos de corda de Marty Paich. Curiousamente, nenhum artista jamais foi bem-sucedido ao tentar regravar a canção.

## Desempenho nas paradas musicais
| Parada musical (1966)              | Melhor posição |
| ---------------------------------- | -------------- |
| Canadá (RPM Top 100 Singles)       | 1              |
| Estados Unidos (Billboard Hot 100) | 1              |